# Робін Вільямс
Робін Маклорін Вільямс (англ. Robin McLaurin Williams; 21 липня 1951, Чикаго, Іллінойс, США — 11 серпня 2014, Парадайс Кей, Каліфорнія, США) — американський актор, комік, лауреат декількох «Еммі» та «Греммі». Починав як комік розмовного жанру, але згодом здобув славу виконуючи комічні, а з часом і драматичні ролі на телебаченні та в кіно. Зокрема, 1998 р. отримав «Оскара» як актор другого плану.

## Життєпис

### Ранні роки життя
Робін Вільямс народився в Чикаго, в родині фотомоделі та одного з керівних працівників автомобільної компанії Ford. Батько був відповідальним за район середнього заходу країни і сім'я часто подорожувала. Спочатку вони мешкали у штаті Іллінойс, потім у Мічигані і нарешті у Каліфорнії. З попереднього шлюбу матері у нього ще був старший брат Макларін та Тод зі шлюбу батька.
За його власним визнанням, бажання стати актором у Вільямса виникло після перегляду кінофільму Стенлі Кубрика — «Доктор Стрейнджлав». Ще у школі він пішов на курси акторського мистецтва, вивчав драму у школі. По закінченні школи за рекомендацією батьків він вступив до одного з елітних коледжів, де мав вивчати юриспруденцію і продовжити кар'єру на дипломатичній службі. Однак крім акторського мистецтва інші предмети мало цікавили Вільямса. Коли за неуспішність його таки відрахували з коледжу, батько наполіг на тому, щоб він здобув якийсь практичний фах, перш ніж іти до акторської школи. Вступивши на курси зварювальника на вимогу батька, Вільямс почав готуватися до своєї справжньої кар'єри актора. Не закінчивши курси зварювання, після батькової смерті, за результатами прослуховування, 1973 року його одразу взяли на старші курси Джульярдської школи — однієї з елітних драматичних шкіл країни. Найбільшого успіху Вільямс досяг у копіюванні численних діалектів та акцентів, що пізніше стало йому в пригоді в акторській кар'єрі. Разом з іншим відомим актором Крістофером Рівом він також виконував і драматичні ролі.

### Перші ролі
Перші виступи Вільямса були комічні монологи, спочатку він виступав у клубах Сан-Франциско. Першою роллю на телебаченні став епізодичний образ інопланетянина Морка в одній із програм Ен-Бі-Сі. Цей персонаж став настільки популярним серед глядачів, що компанія започаткувала новий сітком «Морк і Мінді», який виходив у 1978–1982 рр. Успіх Робіна Вільямса у цій програмі зробив його дуже відомим в Америці, серед молодого покоління почали поширюватися вислови та кліше започатковані Робіном на екрані.
Незважаючи на успіх на телебаченні, Робін продовжував виступати з комічними монологами. З часом його успішні виступи на естраді зажили йому значної слави у США, його шоу з'являлися на Бродвеї, виходили окремими дисками. Талант Вільямса як пародиста, на думку багатьох, був неперевершений — він мав феноменальну можливість змінювати декілька акцентів і голосів у одному й тому ж діалозі, пародіювати відомих осіб і політиків. Під час багатьох зі своїх виступів, велику частину займала щира імпровізація, коли він вживав непідготовлений матеріал і спирався на смаки та реакцію аудиторії. За його власним визнанням, пародіювати він почав ще змалку, коли копіював південний акцент своєї тітки. З часом цей талант він удосконалив настільки, що був здатний виконувати діалоги і міняти ролі та акценти спонтанно і дуже швидко.

### Визнання у кіно
З початку 1980-х Вільямс мав декілька епізодичних ролей у кіно, але найбільшої слави зажив своєю участю у фільмі «Доброго ранку, В'єтнаме!», за яку його було вперше номіновано на «Оскара». Ця роль зробила Вільямса відомим не тільки як комічного, але й драматичного актора. Втім, найуспішнішими для нього були комічні ролі в таких фільмах як «Місіс Даутфайр», де його гра і майстерність стали легендарними.
Окрім численних ролей у кіно, Вільямса також запрошували на озвучування повнометражних мультфільмів. З-поміж озвучених ним мультфільмів критики відзначають «Аладдін», де він озвучив роль джина. Як зізнався актор, більшість діалогів він вигадав спонтанно, користуючись феноменальною можливістю пародіювати та копіювати акценти з великою швидкістю. Успішними також стали його ролі у «Роботах», «Двохсотлітній людині» та інші.
Попри славу комічного актора, Робін Вільямс не полишав зніматися й у драматичних картинах. Його талант драматичного актора не лишився невідзначеним кінокритиками  — він номінувався на «Оскара» за ролі у фільмах «Товариство мертвих поетів» (1989), «Яків брехун» (1999) та інші. 1997 року за роль психолога у фільмі «Розумник Вілл Хантінг» Вільямса нагороджено премією Американської кіноакадемії як найкращого актора другого плану.

## Смерть

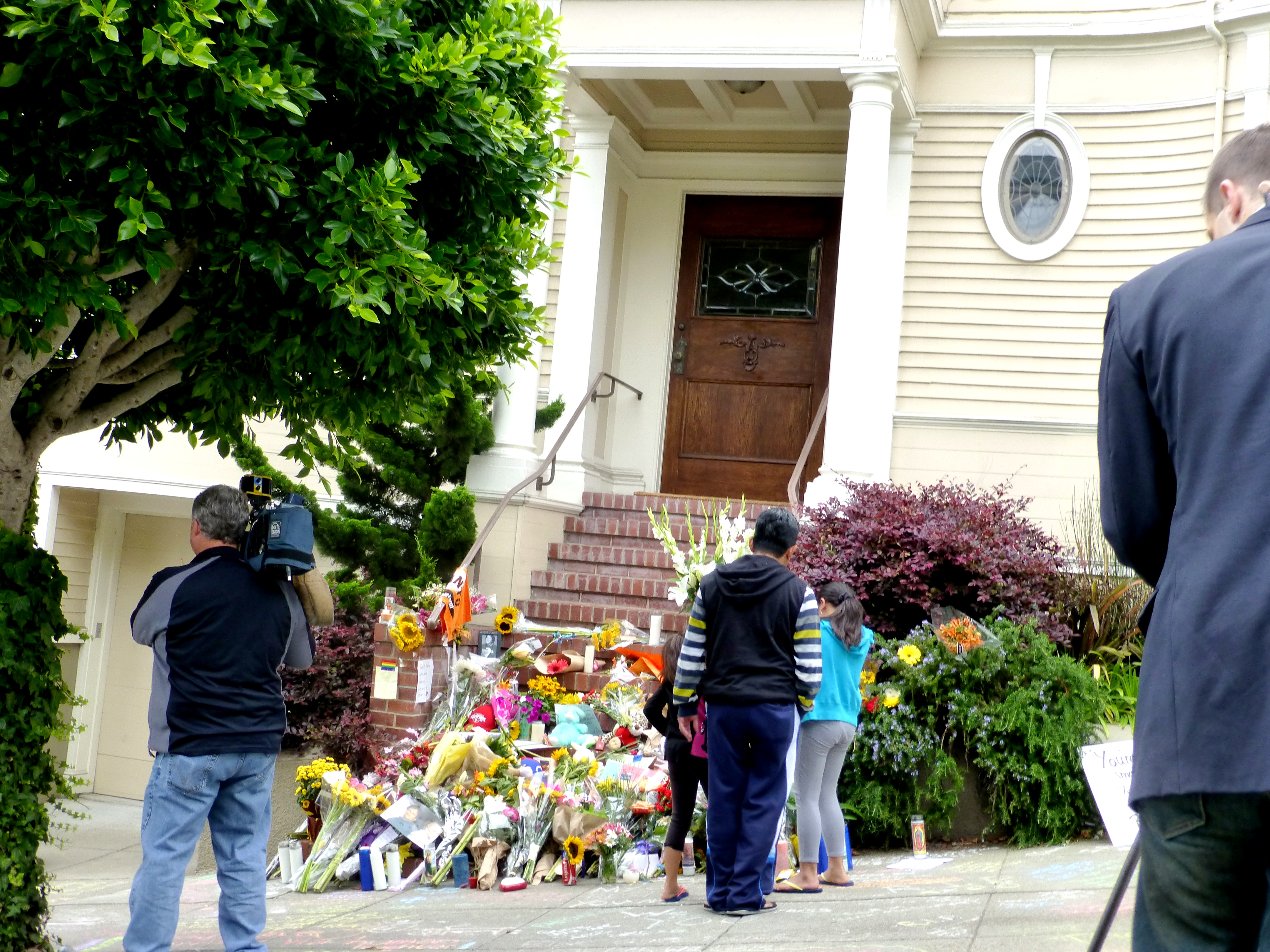
Квіти, принесені фанатами до будинку в Сан-Франциско, який використовували для фільмування «Місіс Даутфайр», 13 серпня 2014 р.

Вільямса знайшли непритомним у власному будинку в місті Парадайс Кей, округ Марін, Каліфорнія, 11 серпня 2014 об 11:55 за місцевим часом і оголосили мертвим о 12:02. Шериф округу Марін заявив, що імовірною причиною смерті Вільямса стала асфіксія (задуха). Представник актора заявив, що перед смертю Вільямс «боровся з важкою депресією», проте він не підтвердив заяви про самогубство.
12 серпня 2014 представник американської місцевої поліції Кейт Бойд заявив, що актор Робін Вільямс вчинив самогубство через повішення.
Дружина Вільямса сказала: «Я втратила свого чоловіка і найкращого друга, а світ втратив одного з найулюбленіших артистів і найпрекрасніших людей».
Друг-комік актора Стів Мартін написав у твіттері: «Мене не могла не вразити смерть Робіна Вільямса, справжньої людини, найбільшого таланту, партнера по сцені, непідробної душі».
Наступного дня після смерті зірки, у твіттерах багатьох знаменитостей з'явилися слова поваги на адресу актора, що раптово пішов із життя. Нижче наведено кілька таких висловлювань.
|                    | Робін був комедійною грозою, а наш сміх — громом, який його підтримував |
| — Стівен Спілберг, |                                                                         |

|              | Ми були добрими друзями, і обидва страждали від хвороби, про яку мало хто знає, — депресії. Я ніколи не міг уявити, що він ось так піде з життя. Хай благословить його Бог. Я не можу повірити. Я сповнений смутку. Яка прекрасна людина! Який неймовірний талант! Я любив його. |
| — Чеві Чейз, | |

|                  | Ми втратили одного з найгеніальніших і найобдарованіших коміків, одного з найкращих акторів нашого покоління. Дивитися, як працює Робін, було магією і великою честю. Він грав так, як ніхто інший. Він був одним з тих людей, які дійсно заслуговують зватися геніями. |
| — Кріс Коламбус, | |

|                | Робін Вільямс був пілотом, доктором, джином, нянькою, президентом, професором, Пітером Пеном. Він був унікальною людиною. Він з'явився в наших життях як прибулець, але пішов, зачепивши струни людської душі. |
| — Барак Обама, | |

|                  | Я не зустрічав світлішої людини, ніж Робін. Його покликання як артиста було піднімати всім настрій, робити людей щасливими. Він любив нас усіх, і ми любили його. |
| — Джон Траволта, | |

Його вдова, Сьюзен Шнайдер, сказала, що перед смертю Вільямс був тверезим, але у нього діагностували хворобу Паркінсона на ранній стадії, про що він був «не готовий поділитися публічно». Розтин показав, що у Вільямса були дифузні тільця Леві (які були помилково діагностовані як хвороба Паркінсона). У есе, опублікованому в журналі «Neurology» через два роки після його смерті, Сьюзен Шнайдер розповіла, що хвороба тільця Леві у Вільямса була описана кількома лікарями як одна з найгірших патологій, які вони бачили.

## Приватне життя
За власним визнанням, протягом кількох років актор мав серйозні проблеми зі зловживанням наркотиків і алкоголю. Смерть відомого коміка та друга Джона Белуші спонукала його покінчити з наркотиками, пізніше він також лікувався у клініці від алкоголізму.
Робін Вільямс одружувався тричі — вперше 4 червня 1978 року з Валері Веларді, з якою в нього народився син Закарі (Зак) 1983 року. Однак вже 1988 року шлюб розпався, а через рік, а саме 30 квітня 1989 р., він одружився з Маршею Гарсес. У подружжя народилося двоє дітей — Зельда (названа на честь головної героїні серії ігор The Legend of Zelda) та Коді. Донька Зельда теж почала зніматись у фільмах зі своїм батьком. 2010 року Робін та Марша розлучилися.
22 жовтня 2011 року в Каліфорнії Вільямс одружився зі своєю третьою дружиною, графічним дизайнером Сьюзен Шнайдер.

## Нагороди
| Рік  | Премія                                           | Категорія                                           | Фільм                               | Результат  |
| ---- | ------------------------------------------------ | --------------------------------------------------- | ----------------------------------- | ---------- |
| 1979 | Еммі                                             | Найкращий актор комедійного серіалу                 | Морк і Мінді                        | Номінація  |
| 1979 | Золотий глобус                                   | Найкраща чоловіча роль серіалу — комедія або мюзикл | Морк і Мінді                        | Переможець |
| 1980 | Золотий глобус                                   | Найкраща чоловіча роль серіалу — комедія або мюзикл | Морк і Мінді                        | Номінація  |
| 1985 | Золотий глобус                                   | Найкраща чоловіча роль (комедія або мюзикл)         | Москва на Гудзоні                   | Номінація  |
| 1988 | Золотий глобус                                   | Найкраща чоловіча роль (комедія або мюзикл)         | Доброго ранку, В'єтнаме             | Переможець |
| 1988 | Оскар                                            | Найкраща чоловіча роль                              | Доброго ранку, В'єтнаме             | Номінація  |
| 1989 | Британська академія телебачення та кіномистецтва | Найкраща чоловіча роль                              | Доброго ранку, В'єтнаме             | Номінація  |
| 1990 | Британська академія телебачення та кіномистецтва | Найкраща чоловіча роль                              | Спілка мертвих поетів               | Номінація  |
| 1990 | Золотий глобус                                   | Найкраща чоловіча роль (драма)                      | Спілка мертвих поетів               | Номінація  |
| 1990 | Оскар                                            | Найкраща чоловіча роль                              | Спілка мертвих поетів               | Номінація  |
| 1991 | Золотий глобус                                   | Найкраща чоловіча роль (драма)                      | Пробудження                         | Номінація  |
| 1992 | Сатурн                                           | Найкращий актор                                     | Король-рибалка                      | Номінація  |
| 1992 | Золотий глобус                                   | Найкраща чоловіча роль (комедія або мюзикл)         | Король-рибалка                      | Переможець |
| 1992 | Оскар                                            | Найкраща чоловіча роль                              | Король-рибалка                      | Номінація  |
| 1993 | Сатурн                                           | Найкращий актор другого плану                       | Аладдін                             | Переможець |
| 1993 | Сатурн                                           | Найкращий актор                                     | Іграшки                             | Номінація  |
| 1993 | MTV Movie Awards                                 | Найкраща комедійна роль                             | Аладдін                             | Переможець |
| 1994 | Еммі                                             | Найкращий запрошений актор драматичного серіалу     | Homicide: Life on the Street        | Номінація  |
| 1994 | MTV Movie Awards                                 | Найкраща комедійна роль                             | Місіс Даутфайр                      | Переможець |
| 1994 | MTV Movie Awards                                 | Найкраща чоловіча роль                              | Місіс Даутфайр                      | Номінація  |
| 1994 | Золотий глобус                                   | Найкраща чоловіча роль (комедія або мюзикл)         | Місіс Даутфайр                      | Переможець |
| 1996 | Сатурн                                           | Найкращий актор                                     | Джуманджі                           | Номінація  |
| 1997 | Премія Гільдії кіноакторів США                   | Найкращий акторський склад в ігровому кіно          | Клітка для пташок                   | Переможець |
| 1997 | MTV Movie Awards                                 | Найкраща комедійна роль                             | Клітка для пташок                   | Номінація  |
| 1997 | MTV Movie Awards                                 | Найкращий кінодует                                  | Клітка для пташок                   | Номінація  |
| 1998 | Премія Гільдії кіноакторів США                   | Найкраща чоловіча роль другого плану                | Розумник Вілл Хантінг               | Переможець |
| 1998 | Премія Гільдії кіноакторів США                   | Найкращий акторський склад                          | Розумник Вілл Хантінг               | Номінація  |
| 1998 | Золотий глобус                                   | Найкраща чоловіча роль другого плану                | Розумник Вілл Хантінг               | Номінація  |
| 1998 | Оскар                                            | Найкраща чоловіча роль другого плану                | Розумник Вілл Хантінг               | Переможець |
| 1999 | Золотий глобус                                   | Найкраща чоловіча роль (комедія або мюзикл)         | Цілитель Адамс                      | Номінація  |
| 2003 | Сатурн                                           | Найкращий актор                                     | Фото за годину                      | Переможець |
| 2003 | Сатурн                                           | Найкращий актор другого плану                       | Безсоння                            | Номінація  |
| 2005 | Золотий глобус                                   | Премія імені Сесіль Б. ДеМілля                      |                                     | Переможець |
| 2008 | Еммі                                             | Найкращий запрошений актор драматичного серіалу     | Закон і порядок: Спеціальний корпус | Номінація  |
| 2014 | Премія Гільдії кіноакторів США                   | Найкращий акторський склад                          | Дворецький                          | Номінація  |

## Вшанування пам'яті
- Його ім'я вибите на Алеї Слави у Голлівуді
- 12820 Робінвільямс — астероїд, названий на честь актора

## Інтернет-ресурси
- Робін Вільямс на сайті Internet Broadway Database (англ.)
- Робін Вільямс на сайті IMDb (англ.)
- Публікації на C-SPAN